# Campinas Challenger 1994
Il Campinas Challenger 1994 è stato un torneo di tennis facente parte della categoria ATP Challenger Series nell'ambito dell'ATP Challenger Series 1994. Il torneo si è giocato a Campinas in Brasile dal 6 al 12 giugno 1994 su campi in terra rossa.

## Vincitori

### Singolare
Jérôme Golmard ha battuto in finale  Fernando Meligeni con il punteggio di 6–4, 7–5

### Doppio
Patricio Arnold /  Martin Stringari hanno battuto in finale  Andrés Alarcón /  Mario Rincón con il punteggio di 6–1, 6–3